# Гранд фестивал 2012.
IV Диет плус Гранд фестивал је четврти такмичарски фестивал организације Гранд продукције. Полуфинале се одржало 23, 24. и 25, а финале 27. априла 2012. године. Укупно ће бити 54 композиција.

## Учесници

### Прво полуфинале
Прво полунифале се одржало 23. априла 2012. године.
| #   | Учесник                                  | Песма                     |
| --- | ---------------------------------------- | ------------------------- |
| 1.  | Ивана Селаков                            | Туга ко и свака друга     |
| 2.  | Биљана Сечивановић                       | Нема наде                 |
| 3.  | Маја Николић                             | Сламка за спас            |
| 4.  | Ана Севић                                | Ко научен                 |
| 5.  | Сања Стојановић                          | Нека сузе, нека теку      |
| 6.  | Коктел бенд                              | Заведи ме                 |
| 7.  | Петар Митић и Јелена Костов              | Немој да ме молиш         |
| 8.  | Мирјана, Дејан и Александар Софронијевић | Ћути и љуби ме            |
| 9.  | Светлана Танасић                         | Отрезни ме                |
| 10. | Братислав Здравковић                     | У недељу само крени       |
| 11. | Мишел Гвозденовић                        | Хазардер                  |
| 12. | Семир Церић Коке                         | Њен град                  |
| 13. | Руле и Цобе                              | Гарава и плава            |
| 14. | Мира Шкорић                              | Бели анђео                |
| 15. | Стефан Петрушић и Гоца Тржан             | У тебе не дирај           |
| 16. | Адил                                     | Лаку ноћ                  |
| 17. | Милан Динчић Динча                       | Ти си жена за сва времена |
| 18. | Наташа Ђорђевић                          | Господар живота           |

### Друго полуфинале
Друго полуфинале се одржало 24. априла 2012. године.
| #   | Учесник                        | Песма                        |
| --- | ------------------------------ | ---------------------------- |
| 1.  | Раде Космајац                  | Београде, Београде           |
| 2.  | Јелена Гербец                  | Омиљена грешка               |
| 3.  | Мики Мећава                    | Светло у тами                |
| 4.  | Дејан Матић                    | Не замери                    |
| 5.  | Јован Стефановић и Славкони    | Није све у новцу             |
| 6.  | Зорица Марковић и Наташа Матић | Немаш нерава                 |
| 7.  | Милица Тодоровић               | Због тебе                    |
| 8.  | Мина Костић                    | Застала у сну                |
| 9.  | Бане Мојићевић                 | Усне неверне                 |
| 10. | Катарина Живковић              | Девет месеци                 |
| 11. | Ивана Павковић                 | У сенци истине               |
| 12. | Дарко Лазић и Слободан Васић   | Другаство најбоље            |
| 13. | Нена Ђуровић                   | Лудница                      |
| 14. | Јасна Миленковић Јами          | Гадљива                      |
| 15  | Иван Кукољ Куки                | Кошташ ме                    |
| 16. | Андрија Марковић               | Ноћи балканске               |
| 17. | Дарко Филиповић                | Само твој                    |
| 18. | Мики Гајић                     | Ех да ми је да те опет видим |

### Треће полуфинале
Треће полуфинале се одржало 25. априла 2012. године.
| #   | Учесник                    | Песма                      |
| --- | -------------------------- | -------------------------- |
| 1.  | Блек Пантерс               | Сенка                      |
| 2.  | Милан Митровић             | Храбро срце                |
| 3.  | Јадранка Барјактаровић     | Дупла с чемером            |
| 4.  | Александра Бурсаћ          | Сломљена од бола           |
| 5.  | Бојана Шаровић             | Април                      |
| 6.  | Биљана Јевтић              | Меракије                   |
| 7.  | Гаги бенд                  | Фејсбук                    |
| 8.  | Мирјана Мирковић           | Краљ преваре               |
| 9.  | Јелена Маринков            | Ја не желим крај           |
| 10. | Немања Николић             | Ко чека тај дочека         |
| 11. | Дејан Ћирковић Ћира        | Карневал                   |
| 12. | Цакана                     | Сама                       |
| 13. | Стеван Анђелковић          | Ко ће да ти суди           |
| 14. | Ђани и Драги Домић         | Троши ме живот брате       |
| 15. | Анабела Буква              | Лутка без руку             |
| 16. | Марко Булат                | Четири сина                |
| 17. | Славица Ћуктераш и Ал Дино | Зрно отрова                |
| 18. | Радослав Родић Роки        | Свако је некад Бог         |
| 19. | Радиша Урошевић            | За кафанским столом дремам |

### Финале
| #   | Учесник                      | Песма                 | Пласман | Поени |
| --- | ---------------------------- | --------------------- | ------- | ----- |
| 1.  | Радиша Урошевић              | Зовите ми тамбураше   | 5.      | 94    |
| 2.  | Мира Шкорић                  | Бели анђео            | 8.      | 62    |
| 3.  | Семир Церић Коке             | Њен град              | 16.     | 29    |
| 4.  | Александра Бурсаћ            | Сломљена од бола      | 19.     | 21    |
| 5.  | Мина Костић                  | Застала у сну         | 15.     | 32    |
| 6.  | Ивана Павковић               | У сенци истине        | 6.      | 75    |
| 7.  | Мирјана Алексић              | Ћути и љуби ме        | 12.     | 50    |
| 8.  | Ивана Селаков                | Туга ко и свака друга | 9.      | 56    |
| 9.  | Маја Николић                 | Сламка за спас        | 18.     | 22    |
| 10. | Стеван Анђелковић            | Ко ће да ти суди      | 13.     | 43    |
| 11. | Славица Ћуктераш и Ал Дино   | Зрно отрова           | 14.     | 41    |
| 12. | Цакана                       | Сама                  | 17.     | 25    |
| 13. | Дејан Матић                  | Не замери             | 2.      | 127   |
| 14. | Слободан Васић и Дарко Лазић | Другарство најбоље    | 10.     | 53    |
| 15. | Биљана Јевтић                | Мераклије             | 11.     | 51    |
| 16. | Стефан Петрушић и Гоца Тржан | У тебе ме не дирај    | 3.      | 111   |
| 17. | Ђани и Драги Домић           | Трошио ме живот брате | 20.     | 14    |
| 18. | Милица Тодоровић             | Због тебе             | 4.      | 99    |
| 19. | Адил                         | Лаку ноћ              | 1.      | 132   |
| 20. | Дарко Филиповић              | Само твој             | 7.      | 67    |
| 21. | Бане Мојићевић               | Усне неверне          | 21.     | 14    |